# Kim Peyton
	Kimberley Marie "Kim" Peyton (Hood River, 26 januari 1957 - Stanford (Californië), 13 december 1986) was een Amerikaans zwemster.

## Biografie
Peyton maakte haar olympische debuut in 1972 en zwom de series van de 4x100m vrije slag en ontving conform de de toen geldende regels geen gouden medaille.
Vier jaar later won Peyton olympisch goud op de 4x100m vrije slag in een wereldrecord, individueel eindigde zij als vierde op de 100m vrije slag.
Peyton overleed op 29-jarige leeftijd aan de gevolgen van een hersentumor.

## Internationale toernooien
| Jaar | Olympische Spelen                                  | Pan-Ams                               |
| ---- | -------------------------------------------------- | ------------------------------------- |
| 1972 | (1e) 4x100m vrije slag Peyton zwom enkel de series |                                       |
| 1973 |                                                    |                                       |
| 1974 |                                                    |                                       |
| 1975 |                                                    | 4x100m vrije slag · 4x100m wisselslag |
| 1976 | 4e 100m vrije slag · 4x100m vrije slag             |                                       |

1912: Moore, Fletcher, Speirs, Steer ·
1920: Woodbridge, Schroth, Guest, Bleibtrey ·
1924: Donnelly, Ederle, Lackie, Wehselau ·
1928: Lambert, Osipowich, Saville, Norelius ·
1932: Johns, Saville, McKim, Madison ·
1936: Selbach, Wagner, den Ouden, Mastenbroek ·
1948: Corridon, Kalama, Helser, Curtis ·
1952: I. Novák, Temes, É. Novák, Szőke ·
1956: Fraser, Leech, Morgan, Crapp ·
1960: Spillane, Stobs, Wood, von Saltza ·
1964: Stouder, de Varona, Watson, Ellis ·
1968: Barkman, Gustavson, Pedersen, Henne ·
1972: Babashoff, Barkman, Kemp, Neilson ·
1976: Peyton, Sterkel, Babashoff, Boglioli ·
1980: Krause, Metschuck, Diers, Hülsenbeck ·
1984: Johnson, Steinseifer, Torres, Hogshead ·
1988: Otto, Meißner, Hunger, Stellmach ·
1992: Haislett, Martino, Thompson, Torres ·
1996: Martino, Van Dyken, Fox, Thompson ·
2000: Van Dyken, Shealy, Thompson, Torres ·
2004: Mills, Lenton, Thomas, Henry ·
2008: Dekker, Kromowidjojo, Heemskerk, Veldhuis ·
2012: Coutts, C. Campbell, Elmslie, Schlanger ·
2016: McKeon, Elmslie, B. Campbell, C. Campbell ·
2020: B. Campbell, Harris, McKeon, C. Campbell ·
2024: O'Callaghan, Jack, McKeon, Harris